# 宮本袈裟雄
宮本 袈裟雄（みやもと けさお、1945年8月3日 - 2008年12月18日）は、日本の民俗学者・日本史学者。

## 来歴
長野県長野市に生まれる。1970年に東京教育大学文学部史学科を卒業して、同大学院日本史学専攻に進み、1973年に中退して助手となる。
1977年に筑波大学歴史人類学系助手に移り、1980年専任講師となる。1985年に武蔵大学人文学部教授に就任したが、在職中に死去した。

## 著書

### 単著
- 『里修験の研究』吉川弘文館、1984年10月
- 『天狗と修験者 山岳信仰とその周辺』人文書院、1989年3月（法藏館〈法蔵館文庫〉2023年）
- 『庶民信仰と現世利益』東京堂出版、2003年9月
- 『里修験の研究 続』岩田書院、2010年10月
- 『被差別部落の民俗』岩田書院 2010年12月

## 共編著
- 『日光山と関東の修験道』（宮田登と共編）名著出版〈山岳宗教史研究叢書〉、1979年7月
- 『福神信仰』雄山閣出版〈民衆宗教史叢書〉、1987年1月
- 『日本歴史民俗論集 9 祭儀と呪術』（山折哲雄と共編）吉川弘文館、1994年5月
- 『恐山』（高松敬吉との共著）佼成出版社〈山と信仰〉、1995年6月
- 『中国の民俗 広島県編』（大島暁雄・松崎憲三と共編）三一書房〈日本民俗調査報告書集成〉、1997年10月
- 『日本の民俗信仰』（谷口貢と共編著）八千代出版、2009年6月